# Twelve (album de Patti Smith)
Pour les articles homonymes, voir Twelve.
Albums de Patti Smith
Trampin'
(2004) Banga
(2012)
Twelve est un album de Patti Smith, sorti le 17 avril 2007. Il s'agit d'un album de reprises.

## Liste des titres
1. Are You Experienced? – 4:46 (The Jimi Hendrix Experience, album Are You Experienced)
2. Everybody Wants to Rule the World – 4:03 (Tears for Fears, album Songs from the Big Chair)
3. Helpless – 4:02 (Crosby, Stills, Nash and Young, album Déjà vu)
4. Gimme Shelter – 4:58 (The Rolling Stones, album Let It Bleed)
5. Within You Without You – 4:51 (The Beatles, album Sgt. Pepper's Lonely Hearts Club Band)
6. White Rabbit – 3:54 (Jefferson Airplane, album Surrealistic Pillow)
7. Changing of the Guards – 5:45 (Bob Dylan, album Street-Legal)
8. The Boy in the Bubble – 4:29 (Paul Simon, album Graceland)
9. Soul Kitchen – 3:45 (The Doors, album The Doors)
10. Smells Like Teen Spirit – 6:31 (Nirvana, album Nevermind)
11. Midnight Rider – 4:02 (The Allman Brothers Band, album Idlewild South)
12. Pastime Paradise – 5:24 (Stevie Wonder, album Songs in the Key of Life)

## Musiciens
- Patti Smith – Chant, Clarinette
- Lenny Kaye – Guitare
- Jay Dee Daugherty – Batterie, percussions, accordéon
- Tony Shanahan – Basse, claviers, chant

Musiciens additionnels
- Barre Duryea – Basse
- Duncan Webster – Guitare
- Flea – Basse
- Giovanni Sollima – Violoncelle
- Jack Petruzelli – Guitare
- Jackson Smith – Guitare
- Jesse Smith – Chœurs
- John Cohen – Banjo
- Luis Resto – Piano
- Mario Resto – Percussions
- Paul Nowinski – Contrebasse
- Peter Stampfel – Violon
- Rich Robinson – Dulcimer, guitare
- Sam Shepard – Banjo
- Tom Verlaine – Guitare
- Walker Shepard – Banjo

## Classements
| Classement                    | Meilleure position |
| ----------------------------- | ------------------ |
| Allemagne (Media Control AG)  | 17                 |
| Autriche (Ö3 Austria Top 40)  | 32                 |
| Belgique (Flandre Ultratop)   | 28                 |
| Belgique (Wallonie Ultratop)  | 33                 |
| Danemark (Tracklisten)        | 19                 |
| États-Unis (Billboard 200)    | 60                 |
| France (SNEP)                 | 12                 |
| Italie (FIMI)                 | 6                  |
| Norvège (VG-lista)            | 35                 |
| Nouvelle-Zélande (RIANZ)      | 30                 |
| Pays-Bas (Mega Album Top 100) | 41                 |
| Royaume-Uni (UK Albums Chart) | 63                 |
| Suède (Sverigetopplistan)     | 26                 |
| Suisse (Schweizer Hitparade)  | 23                 |